# Hamma
Hamma é uma localidade e antigo município da Alemanha localizado no distrito de Nordhausen, estado da Turíngia.  
O antigo município de Hamma foi incorporado à cidade de Heringen/Helme a partir de 1 de dezembro de 2007.